# Fleury, Moselle
Fleury là một xã trong vùng Grand Est, thuộc tỉnh Moselle, quận Metz-Campagne, tổng Verny. Tọa độ địa lý của xã là 49° 02' vĩ độ bắc, 06° 11' kinh độ đông. Fleury có điểm thấp nhất là 170 mét và điểm cao nhất là 237 mét. Xã có diện tích 9,71 km², dân số vào thời điểm 1999 là 1132 người; mật độ dân số là 116 người/km². Xã nằm về phía đông nam của Metz.

## Thông tin nhân khẩu
| 1962 | 1968 | 1975 | 1982 | 1990 | 1999  |
| ---- | ---- | ---- | ---- | ---- | ----- |
| 355  | 459  | 750  | 902  | 926  | 1.132 |